# 東京都道477号亀戸葛西橋線
東京都道477号亀戸葛西橋線（とうきょうとどう477ごう かめいどかさいばしせん）は、東京都江東区内にある都道である。住宅地と集合住宅の間を通る道路である。

## 路線の概要
- 起点：江東区東砂6丁目
- 終点：江東区亀戸9丁目（亀戸九丁目交差点＝国道14号（京葉道路）交点）

## 周辺施設
- 東京都立東高等学校
- 江東区立東砂小学校
- 旧中川
- 江東区立第五大島小学校
- 都営地下鉄新宿線 東大島駅

## 接続道路
- 東京都道10号東京浦安線支線（清洲橋通り）東砂六丁目交差点
- 東京都道449号新荒川堤防線支線　東砂六丁目交差点
- 東京都道50号東京市川線（新大橋通り）大島八丁目交差点
- 国道14号（京葉道路）亀戸九丁目交差点